# Imola (keresztnév)
Az Imola női név újabb névadás a növénynemzetség nevéből. A régi magyar imola szó jelentése mocsár, hínár. Női névként először Jókai Mór használta a Bálványosi vár című regényében.

## Gyakorisága
Az 1990-es években igen ritka név, a 2000-es években nem szerepel a 100 leggyakoribb női név között.

## Névnapok
- május 13.[2]

## Híres Imolák
| - Ábrahám Imola grafikus, tanár |

- Gáspár Imola színésznő